# Unto Mononen
Unto Uuno Mononen (Muolaa, 23 de octubre de 1930 — Somero, 28 de junio de 1968) fue un compositor finlandés de tangos.
A partir de 1950 escribió una serie de tangos, con lo cual le dio un particular impulso al tango en su país. Su pieza más famosa es Satumaa (1955), que se ha consagrado como arquetipo del tango finés. Otras piezas famosas son Tähdet meren yllä, Lapin Tango, Erottamattomat, Kangastus y Kaipuuni tango.
Falleció el 28 de junio de 1968, aparentemente por suicidio.